# Lanhe, Nansha
Lanhe (kinesiska: 榄核) är en köping i sydöstra Kina. Den ligger i stadsdistriktet Nansha i provinshuvudstaden Guangzhou i provinsen Guangdong. omkring 33 kilometer söder om centrala Guangzhou. Antalet invånare är 73 078. Befolkningen består av 35 549 kvinnor och 37 529 män. Barn under 15 år utgör 12,0 %, vuxna 15-64 år 81 %, och äldre över 65 år 6,0 %.